# Роуленд, Рой
Рой Роуленд (англ. Roy Rowland; 31 декабря 1910 года — 29 июня 1995 года) — американский кинорежиссёр, более всего известный картинами 1940-50-х годов.
Роуленд начал карьеру в кино в начале 1930-х годов на студии «Метро-Голдвин-Майер», «где стал ставить короткометражные фильмы, а в 1943 году перешёл к полнометражному кино». Роуленд не входил в число «самых высокопоставленных режиссёров студии, но на него можно было положиться при создании качественных картин категории В — которые на MGM были часто лучше, чем фильмы категории А на других студиях — а порой он ставил и фильмы категории А в различных жанрах».
«Достойными примерами творчества Роуленда стали мелодрамы „Потерянный ангел“ (1943) и „У нас растёт нежный виноград“ (1945). Его самой знаменитой работой 1950-х годов (хотя определённо не самой коммерчески успешной) была замысловатая музыкальная фэнтези по сценарию Доктора Сьюза „5000 пальцев доктора Т.“ (1953)». «Он также был режиссёром жёсткого динамичного фильма „Полицейский-мошенник“ (1954), одного из немногих фильмов студии MGM, которые можно отнести к жанру фильм нуар». Другими наиболее популярными фильмами Роуленда в стиле нуар стали «Место преступления» (1949) и «Свидетель убийства» (1954).

## Биография
Рой Роуленд родился 31 декабря 1910 года в Нью-Йорке в еврейской семье из России. Роуленд изучал юриспруденцию в Университете Южной Калифорнии, после чего поступил на работу в отдел сценариев студии «Метро-Голдвин-Майер».
В начале 1930-х годов Роуленд стал работать режиссёром короткометражных фильмов на студии MGM. Он ставил отдельные фильмы образовательных и криминальных сериалов, а также поставил практически все короткометражные комедии с участием комика Роберта Бенчли.
В 1943 году Роуленд был повышен до режиссёра полнометражных фильмов, проработав по контракту со студией до 1958 года (с перерывом в 1952-53 годах).
Первой заметной картиной Роуленда стала мелодрама «Потерянный ангел» (1943) с Маргарет О’Брайен и Джеймсом Крейгом, которая рассказывает о сироте, воспитанной в соответствии с научными принципами в закрытом научном учреждении, которая в определённый момент сталкивается с реальным миром. Следующим удачным фильмом режиссёра стала политическая сатира «Чужой в городе» (1943), в которой молодой адвокат ведёт борьбу с коррупцией в небольшом американском городке. Следующим наиболее успешным фильмом Роуленда стала семейная мелодрама «У нас растёт нежный виноград» (1945) с Эдвардом Робинсоном в роли фермера, любовно воспитывающего дочь (Маргарет О’Брайен) в сельском Висконсине в годы Второй мировой войны. До конца 1940-х годов Роулэнд поставил ещё два заметных фильма в жёстком стиле — боксёрскую драму «Убийца МакКой» (1947) с участием Микки Руни, Брайана Донлеви и Энн Блит, а также нуаровую криминальную драму «Место преступления» (1949) с участием Вэна Джонсона в роли полицейского детектива, расследующего убийство своего коллеги.
В начале 1950-х годов Роуленд поставил две музыкальные комедии с участием Джейн Пауэлл — «Две недели с любовью» (1950) и «Валиться с ног» (1955), а также семейную музыкальную фэнтези-мелодраму по сценарию известного детского автора Доктора Сьюза «5000 пальцев доктора Т.» (1953).
В середине 1950-х годов Роуленд поставил три фильма нуар — «Полицейский-мошенник» (1954), «Свидетель убийства» (1954) и «Клевета» (1957). Фильм «Полицейский-мошенник» (1954) с участием Роберта Тейлора, Джанет Ли и Джорджа Рафта рассказывает о нечистоплотном копе, который после того, как его младшего брата — честного полицейского — убивает мафия, выслеживает и уничтожает руководителей преступной группировки, защитив тем самым честь и доброе имя семьи. В картине «Свидетель убийства» (1954) молодая женщина (Барбара Стэнвик) в окно своей квартиры случайно видит убийство в доме напротив. Она заявляет об этом в полицию, после чего становится объектом преследования со стороны убийцы (Джордж Сэндерс), при этом полиция отказывается ей поверить и провести квалифицированное расследование. В центре внимания фильма «Клевета» (1957) находится бесчестный владелец бульварного журнала (Стив Кокран), который ради поднятия тиража своего издания решает оклеветать добропорядочного популярного ведущего детской телепередачи (Вэн Джонсон).
Мелодрама «Эти дикие годы» (1956) рассказывает о мужчине средних лет, который отправляется на поиски сына, оказавшегося в сиротском приюте много лет назад (главные роли в картине сыграли Джеймс Кэгни и Барбара Стэнвик). Завершая свой контракт с MGM, Роулэнд поставил два экшн-вестерна — комедийный «Впереди - переправы» (1955) с участием Роберта Тейлора и Элинор Паркер, а также «Слава оружия» (1957) со Стюартом Грейнджером и Рондой Флеминг.
В 1959-60 годах Роуленд работал над вестерн-сериалом «Жизнь и легенда Уайетта Эрпа», после чего уехал в Европу.
В 1960-е годы Роуленд поставил в Англии шпионский экшн-детектив по роману американского писателя Микки Спиллейна «Охотники за девушкой» (1964), в котором роль частного детектива Майка Хаммера сыграл сам писатель. Затем Роуленд «поставил в Италии несколько спагетти-вестернов и костюмированных драм». «Его последним фильмом в качестве режиссёра был довольно убогий пиратский фильм „Возвращение Сюркуфа“ (1966), который был поставлен совместно с итальянским режиссёром Серджио Бергонцелли». Роуленд закончил свою работу в кино в качестве ассоциативного продюсера снятого в Европе экшн-вестерна Натана Юрана «Захватчики земли» (1969), после чего ушёл на пенсию.

## Личная жизнь
Роуленд был женат на Рут Камминс, племяннице одного из основателей и руководителей студии «Метро-Голдвин-Майер» Луиса Б. Майера и сестре продюсера и режиссёра «Метро-Голдвин-Майер» Джека Каммингса. У них был один сын — Стив Роуленд 1932 года рождения, который стал музыкальным продюсером в Великобритании.
Рой Роуленд умер 29 июня 1995 года в округе Ориндж, штат Калифорния,США.

## Фильмография
- 1943 — Потерянный ангел / Lost Angel
- 1943 — Чужой в городе / A Stranger in Town
- 1945 — У нас растет нежный виноград / Our Vines Have Tender Grapes
- 1946 — Ранчо мальчиков / Boys' Ranch
- 1947 — Роман Роузи Ридж / The Romance of Rosy Ridge
- 1947 — Убийца МакКой / Killer McCoy
- 1948 — Ангел с Десятой авеню / Tenth Avenue Angel
- 1949 — Место преступления / Scene of the Crime
- 1950 — Беглецы / The Outriders
- 1950 — Две недели с любовью / Two Weeks with Love
- 1951 — Извините мой прах / Excuse My Dust
- 1952 — Сигналы горна днём / Bugles in the Afternoon
- 1953 — 5 000 пальцев доктора Т.[англ.] / The 5,000 Fingers of Dr. T.
- 1953 — Роман с незнакомцем / Affair with a Stranger
- 1953 — Совместитель / The Moonlighter
- 1954 — Свидетель убийства / Witness to Murder
- 1954 — Полицейский-мошенник / Rogue Cop
- 1955 — Впереди — переправы / Many Rivers to Cross
- 1955 — Валиться с ног / Hit the Deck
- 1956 — Встречай меня в Лас-Вегасе / Meet Me in Las Vegas
- 1956 — Эти дикие годы / These Wilder Years
- 1957 — Клевета / Slander
- 1957 — Слава оружия / Gun Glory
- 1957 — Семь холмов Рима / Arrivederci Roma
- 1963 — Охотники за девушкой / The Girl Hunters
- 1964 — Стрелки Каза Гранде / Gunfighters of Casa Grande
- 1965 — Они называют его Гринго / Sie nannten ihn Gringo
- 1966 — Сюркуф, тигр семи морей / Surcouf, l’eroe dei sette mari
- 1966 — Возвращение Сюркуфа / Il grande colpo di Surcouf